# 劉仲恒
劉仲恒（英語：Kevin Lau Chung-hang，1981年12月22日—），香港男性放射科專科醫生及商人，亦是願望成真基金（香港及澳門）榮譽顧問兼全仁醫務診斷中心創辦人及醫務總監。

## 簡歷
劉仲恒出生於香港，1986年隨父母移民到加拿大多倫多居住，曾在兩地（香港、加拿大）接受早期教育。1998年因亞洲金融危機導致家庭經濟拮据，父母決定離婚，而他則回流入讀港島中學；1999 - 2005年修讀香港大學李嘉誠醫學院內外全科醫學士課程期間曾一度留班，並在廣華醫院完成放射科實習培訓，畢業後獨自去美國史丹福大學、杜克大學及北卡羅萊納大學繼續深造。他擁有英國皇家放射科學院、香港放射科學院、香港醫學科學院等三間院校的醫學專業資格，2015及2016年亦分別取得香港大學公共衛生碩士與公共管理碩士學位。
2009年，劉仲恒往泰國潛水的時候遇上車禍，引致腦出血且陷入昏迷狀態，須立即動手術救治，康復後開始信奉基督教。他曾任職廣華醫院放射診斷科醫生，從事副顧問工作；在廣華醫院放射部和東華三院婦女普查中心工作期間，表現和信譽優秀而曾得各項醫學大獎，也獲引薦到醫管局總部出任高級經理，管理全香港老人科及舒緩科的醫療服務。2017年，他和同為廣華醫院放射科副顧問醫生的同事鄭文輝，選擇在中環娛樂行設立全仁醫學診斷中心。
劉仲恒獲稱為公職王，現時也擔任多個政府機構委員，包括扶貧委員會與社創基金專責小組、婦女事務委員會、關愛基金專責小組、促進母乳餵哺委員會等，又常常參加慈善活動。

## 個人生活
2009年，劉仲恒經友人介紹下，認識了港鐵董事局非執行主席馬時亨長女馬露明，兩人同為基督徒，對談生論死方面十分投契，可直至2011年1月才開始拍拖，並於同年12月26日在君悅酒店註冊結婚。婚後兩人共育有二子一女：长子劉智恒（Christian）、次子劉智灝（James Josiah）、三女劉智恩（Elizabeth Grace），當中次子及三女為2019年3月30日出生的龍鳳胎。

## 外部連結
- Kevin Lau（劉仲恒）的Facebook專頁
- 劉仲恒 Kevin Lau的Facebook專頁
- 《am730》專欄 - 醫ZONE：劉仲
- 《香港經濟日報》專欄 - 全仁集（页面存档备份，存于）